# 383. Infanterie-Division (Wehrmacht)
Die 383. Infanterie-Division war ein militärischer Großverband der Wehrmacht im Deutschen Reich.

## Geschichte

### Aufstellung
Am 26. Januar 1942 wurde die Einheit auf dem Truppenübungsplatz Arys als eine von fünf sogenannten „Rheingold-Divisionen“ der 18. Aufstellungswelle aus Ersatztruppen der Wehrkreise I bis III aufgestellt.

### Verlegung an die Ostfront
Im April 1942 verlegte die Division in den Raum Bobruisk. Es folgten Kämpfe im Raum Orel und Woronesch.
Ab März 1943 stand die Division im Raum Orel.

### Umgliederung
Am 30. September 1943 wurde die Division in eine Division neuer Art 44 umgebildet. 
Im Oktober 1943 kämpfte die Division beim XXIII. (23.) Armee Korps im Raum Mogilew bei der 9. Armee der Heeresgruppe Mitte.

### Vernichtung
Die Division erhielt im Juni 1944 beim Zusammenbruch der Heeresgruppe Mitte aufgrund der großen sowjetischen Sommeroffensive den Auftrag, Bobruisk als Festung zu verteidigen. Dort wurde die Division am 28. Juni vernichtet.

### Auflösung
Nach der Vernichtung im Juni 1944 bei der Heeresgruppe Mitte wurde der Verband am 3. August 1944 offiziell aufgelöst.

## Unterstellungen und Einsatzräume
| Zeitraum                  | Armeekorps | Armee | Heeresgruppe | Raum           |
| ------------------------- | ---------- | ----- | ------------ | -------------- |
| Februar 1942              |            |       | OKH          | Stablack       |
| April 1942                |            |       | OKH          | Bobruisk, Orel |
| Juli 1942 bis Januar 1943 | LV         | 2.    | B            | Woronesch      |
| März 1943                 | LV         | 2. Pz | Mitte        | Orel           |
| April 1943                | XXXXI      | 2. Pz | Mitte        | Orel           |
| Mai 1943                  | XXIII      | 2. Pz | Mitte        | Orel           |
| Juli 1943                 | XXIII      | 9.    | Mitte        | Orel           |
| August 1943               | XXXXVII    | 9.    | Mitte        | Orel           |
| September 1943            | XXXXVI     | 9.    | Mitte        | Brjansk        |
| Oktober 1943              | XXIII      | 9.    | Mitte        | Mogilew        |
| Dezember 1943             | LV         | 9.    | Mitte        | Bobruisk       |
| Januar bis Juni 1944      | XXXV       | 9.    | Mitte        | Bobruisk       |

## Gliederung
- Infanterie-Regiment 531
- Infanterie-Regiment 532
- Infanterie-Regiment 533
- Artillerie-Regiment 383
- Feldersatz-Bataillon 383
- Panzerjäger-Abteilung 383
- Divisions-Füsilier-Bataillon 383
- Pionier-Bataillon 383
- Nachrichten-Abteilung 383
- Nachschubführer 383 mit
  - Kraftw.Werkst.Kp. 384
  - Verpflegungs-Amt 384
  - Bäckerei-Kompanie 384
  - Schlächterei-Kompanie 384
  - Feldgendarmerie-Trupp 384
- Verwaltungsdienste 383
- Sanitätsdienste 383 mit
  - 1. / Sanitäts-Kompanie 383 (mot.)
  - 2. / Sanitäts-Kompanie 383 (besp.)
  - 1. / Krankenkraftwagenzug 383
  - 2. / Krankenkraftwagenzug 383
  - Feldlazarett 383
  - Veterinär-Kompanie 383

## Kommandeure
| Dienstgrad      | Name                      | Zeitraum                            |
| --------------- | ------------------------- | ----------------------------------- |
| Generalleutnant | Johannes Haarde           | 26. Januar bis 20. Februar 1942     |
| Generalmajor    | Eberhard von Fabrice-Falk | 20. Februar bis 27. September 1942  |
| Generalleutnant | Friedrich-Wilhelm John    | 27. September 1942 bis 1. Juli 1943 |
| Generalleutnant | Edmund Hoffmeister        | 1. Juli 1943 bis 20. Juni 1944      |
| Generalmajor    | Adolf Hamann              | 20.–28. Juni 1944                   |

1. ↑  Kommandant des „Festen Platzes“ Bobruisk, ging in Gefangenschaft.